# Richard Thalmann
Richard Thalmann (* 3. Juni 1915 in Gossau; † 28. Mai 2002 in Walenstadt, von Jonschwil) war ein Schweizer römisch-katholischer Theologe und Priester.

## Leben
Richard Thalmann war Bürger von Jonschwil (SG) und wuchs in Gossau und Flums auf. Nach den Gymnasialjahren bei den Kapuzinern in Stans entschloss er sich für das Theologiestudium. Von 1936 bis zum Einmarsch der deutschen Truppen in Österreich 1938, studierte er bei den Jesuiten (u. a. bei Karl Rahner und Hugo Rahner) am Canisianum von Innsbruck. Sein weiteres Studium absolvierte er an der Universität Freiburg i.Ü., von 1939 bis 1941 an der Theologischen Fakultät und, nachdem er 1941 zum Priester geweiht wurde, an der Philosophischen Fakultät in den Fächern Geschichte, Philosophie und Kunstgeschichte.
1945 schloss er seine Studien mit dem Doktorat ab und wurde Vikar in St. Georgen St. Gallen. Hier begründete er auf privater Basis die katholische Studentenseelsorge der Hochschule St. Gallen (HSG). Von 1952 bis 1960 war er Pfarrer in Balgach, wo er sich sowohl als Seelsorger und Prediger als auch als initiativer «Bauherr» bei der Kirchenrenovation profilierte.
1956 erteilte ihm die HSG einen Lehrauftrag für Katholische Theologie, den er bis zu seiner Pensionierung 1982 innehatte. 1960 wurde schliesslich offiziell eine katholische Studentenseelsorge an der HSG geschaffen und Dr. Richard Thalmann als Studentenpfarrer eingesetzt. 1962 baute er im Zeichen der Studenten- und Akademikerseelsorge die Erwachsenenbildungsinstitution «Gallus-Institut» auf. 1964 schuf er in St. Gallen das «Akademikerhaus» als Ort für Vorträge, Diskussionen und Konzerte und 1973 in Flums das «Predigerhaus» als weiteren Ort der kulturellen und religiösen Begegnung. 1979 wurde er vom Hochschulrat der HSG zum Titularprofessor für katholische Theologie ernannt. In all den Jahren erschienen unzählige Artikel in Zeitungen und Zeitschriften. Nebst zahlreichen Kleinschriften publizierte er im eigenen «Rat-Verlag» über ein Dutzend bebilderte Büchlein mit Meditationstexten. Auch nach seiner Pensionierung blieb Richard Thalmann als Seelsorger, unermüdlicher Publizist und Prediger als auch als bildender Künstler aktiv. Ein Grossteil seines Nachlasses befindet sich heute im Staatsarchiv St. Gallen.

## Wirken
Richard Thalmann war in seinem Leben vielseitig tätig, so als Prediger, Seelsorger, Schriftsteller, Maler, Unternehmer und Vertreter für Glaubensachen in den Medien. Poetisch-lyrische Texte zur Meditation kennzeichnen seine Bücher. Die Universität St. Gallen ernannte ihn zum ersten offiziellen katholischen Studentenseelsorger.

### Prediger und Seelsorger
Er war ein sprach- und wortgewandter Rhetoriker und Schriftsteller. So urteilt Werner Zurfluh beispielsweise: «In seiner Wort- und Sprachgewandtheit erinnert er geradezu an alttestamentliche Propheten. Er zwingt damit seine Zeitgenossen regelrecht zum Nachdenken. Wobei ein wesentlicher Unterschied besteht: während die Propheten einen ‹harten›, oft strafenden Gott beschwören, ist es umgekehrt bei Thalmann ein ‹lieber›, liebender Gott.» Hauptthema in Predigten, Schriften und Büchern von Richard Thalmann ist die Begegnung des arm-seligen Menschen mit dem guten, liebenden, menschenfreundlichen Gott. Blum formulierte es so: «Entscheidend ist dabei, dass er den Menschen im Dialog mit Gott zeigt. Gott ist der, mit dem der Mensch immer sprechen kann, und das gibt dem Leben des Menschen Licht und Wärme und Geborgenheit».

### Schreibender, malender und medienpräsenter Prediger
Nach A. Meier liebte Thalmann «die kreative Vielfalt des künstlerischen Ausdrucks von Wort und Sprache und Farben». Blum beschreibt es so: «Farben sind ihm ein Synonym für Begriffe wie Himmel und Erde, Gott und Mensch, Leben und Sterben, Licht und Dunkel, Wärme und Kälte.». Erinnert sei an die Bücher Sakramente als Austausch zwischen Gott und Mensch und Spielregeln menschlicher Existenz als auch an die zwischen 1977 und 1991 im St. Galler Rat-Verlag erschienenen 14 Meditationsbüchlein, die teilweise in Koproduktion mit dem Kyrios-Verlag in Meitingen herausgegeben wurden.
In den Medien war Richard Thalmann als «schreibender Prediger» durch unzählige Zeitungsartikel über Jahrzehnte präsent, die «Sonntagsgedanken» erschienen ab circa 1950 in der Zeitschrift Die Ostschweiz, die «Worte zur Woche» erschienen von 1985 bis 2001 in der Zeitschrift Sonntag und er war von 1977 bis 1995 Redaktor für das Pfarrblatt der Stadt St. Gallen. Er engagierte sich auch in der Glaubensverkündigung in Rundfunk und Fernsehen. Im Radio war er auf Sendung bei Radio DRS, Radio International und bei Radio aktuell, im Fernsehen war er im Wort zum Sonntag zu sehen. Theoretisch setzte er sich mit den Möglichkeiten der Predigttätigkeit in einer offenen Gesellschaft auseinander, so veröffentlichte er 1982 den Beitrag Die Medienpredigt am Radio in der katholischen Zeitschrift COMMUNIO.

### Studentenseelsorger an der Handelshochschule St. Gallen
Der Aufbau und die Entwicklung der katholischen Studentenseelsorge an der Handelshochschule St. Gallen (HSG), der heutigen Universität St. Gallen, ist mit Richard Thalmann verbunden. Jahrzehnte, bevor man von der Unternehmung als sozialem System zu denken begann, trat er als Vikar von St. Georgen / St. Gallen bereits vehement dafür ein, dass jegliches wirtschaftliche Denken und Handeln nur auf klaren ethischen Grundlagen erfolgreich sein konnte. 1960 wurde Richard Thalmann offiziell zum ersten katholischen Studentenseelsorger der HSG ernannt. In dieser Funktion entfaltete er bis zu seiner Pensionierung im Jahre 1982 viele Aktivitäten: 41 Semester, 45 verschiedene Vorlesungszyklen, über 10'000 Hörer. Die Vorlesungsreihen, oft unter Beizug namhafter Gastreferenten befassten sich mit Themen wie «Vom Konzil zur Tat» (1966), «Der Meinungsprozess in der heutigen Kirche» (1972/73) oder «Fragen an gefragteste Theologen der Gegenwart» (1978). Akustische Dokumente dazu sind im Staatsarchiv St. Gallen zugänglich. Thalmann trug damit wesentlich zur besseren Verankerung der HSG im katholischen Volksteil von St. Gallen bei.

### Der Studentenpfarrer als «Unternehmer»
Im Interesse der katholischen Studentenseelsorge und der freien Erwachsenenbildung im Rahmen der «Notker-Akademie» verstand es Richard Thalmann nach E. Kobler, Menschen um sich zu scharen, die mit ihm völlig einig gingen und im Sinne des Ganzen wirkten. Mit Unterstützung des «Fastenopfers» der schweizerischen Katholiken und privater Spender konnte 1963 das «katholische Akademikerhauses St.Gallen» in der Dufourstrasse 87 als Ort für religiöse und kulturelle Anlässe und 1969 das «katholische Studentenhauses St. Gallen» in der Zwinglistrasse 15 als Gasthaus für Studenten der Universität gegründet werden. Beide Häuser existieren seither mit der ursprünglichen Zweckbestimmung. Weitere Orte geistlicher Begegnung schuf Richard Thalmann auch auf privater Basis, ab 1962 bestand das «Haus Egg» in Eggersriet und ab 1973 das mittelalterliche «Prediger- oder Alemannenhaus» in Flums bis zu seinem Todestag.

### «Das Geheimnis umkreisend» – Meditation
Das Bedürfnis, Menschen zur Meditation hinzuführen, ist im Lebenswerk Richard Thalmann’s unverkennbar. Die Kombination meditativer Texte und farbsymbolischer Bilder zu einer oft lyrisch geprägten Ganzheit, benutzte er als Schlüsselhilfe für seine Zuhörer und Leser zu «Stillewerden, Nachdenken, Meditation, Beten». Beispielhaft mag dies sein Gedicht Das Geheimnis umkreisend aus dem Jahre 1984 zeigen:
Das Geheimnis zu verkünden,

als tiefblaues und himmelhelles

Geheimnis

zwischen Gott und Mensch

ist nicht bloss unsere Kostbarkeit,

sondern auch Auftrag,

vor aller Welt zu bezeugen:

Gott ist mit uns und in uns –

Er sucht uns, segnet uns alle.

## Veröffentlichungen (chronologisch geordnet)
- 1955 Der Weg zurück. Leobuchhandlung St. Gallen. 63 Seiten
- 1963 Pfingstbriefe. Ars Sacra München. 46 Seiten
- 1966 Christ durch Christus. NZN Buchverlag Zürich. 168 Seiten
- 1968 Herz-Jesu-Betrachtungen. Antonius Verlag Solothurn. 39 Seiten
- 1973 Anfang und Vollendung. Zeitlose Meditation. Matthias-Grünewald-Verlag Mainz. ISBN 3-7867-0438-4, 100 Seiten
- 1975 Die Heiligen Drei Könige. [25 Dreikönigsdarstellungen] mit je einem begleitenden Text zu den einzelnen Bildern von Richard Thalmann und einem geschichtlichen Überblick von Hans Heinrich Schmid. NZN Buchverlag AG Zürich, ISBN 3-85827-028-8, 105 Seiten.
- 1977 Der gegenwärtige Gott. Herz-Jesu-Betrachtungen. 2. Auflage. Kyrios Verlag Meitingen/Rat-Verlag. St. Gallen, ISBN 3-7838-0169-9, 43 Seiten
  - Der Mensch in den Zehn Geboten. Kyrios Verlag Meitingen/Rat-Verlag St. Gallen, ISBN 3-7838-0168-0, 37 Seiten
  - Sakramente als Austausch zwischen Gott und Mensch. Rat-Verlag St. Gallen/Kyrios Verlag Meitingen. 76 Seiten
  - Spielregeln menschlicher Existenz. Rat-Verlag St. Gallen/Kyrios Verlag Meitingen. (Bild und Text Richard Thalmann (R.Th.))
  - Stundenhalt für Pilger. Rat-Verlag St. Gallen. 24 Seiten
  - Geist der Erde umfasst. Rat-Verlag St. Gallen/Kyrios Verlag Meitingen, ISBN 3-7838-0167-2 (Bild und Text R.Th.)
- 1979 Gott ist. Rat-Verlag St. Gallen/Kyrios Verlag Meitingen, ISBN 3-7838-0199-0 (Bild und Text R.Th.)
  - Zeit für die Ewigkeit. Die drei Rosenkränze. Rat-Verlag St. Gallen/Kyrios Verlag Meitingen, ISBN 3-7838-0208-3 (Bild und Text R.Th.)
  - Brücke zwischen Himmel und Erde. Das Herrengebet. Rat-Verlag St. Gallen/Kyrios Verlag Meitingen, ISBN 3-7838-0208-3 (Bild und Text R.Th.)
  - Komm, Heiliger Geist. 3. Auflage. Kanisius Verlag Freiburg i.Ue, ISBN 3-85764-085-5. (Umschlagbild R.Th.)
- 1980 Der Psalter. Rosen, die nicht welken. Kanisius Verlag Freiburg i.Ue, ISBN 3-85764-092-8 (Umschlagbild R.Th.)
  - Ohne Liebe geht es nicht. Kanisius Verlag Freiburg i.Ue.
  - Hymnen an den Dreifaltigen Gott. Kanisius Verlag Freiburg i.Ue.
- 1981 Das Stundengebet des Christen. Kanisius Verlag Freiburg i.Ue, ISBN 3-85764-115-0
  - Der letzte Tag. Kreuzweg. Rat-Verlag St. Gallen/Kyrios Verlag Meitingen, ISBN 3-7838-0243-1 (Bild und Text R.Th.)
  - Signale Gottes. Rat-Verlag St. Gallen/Kyrios Verlag Meitingen, ISBN 3-7838-0239-3 (Bild und Text R.Th.)
- 1982 Zwiesprache zwischen Gott und Mensch. Rat-Verlag St. Gallen/Kyrios Verlag Meitingen, ISBN 3-7838-0263-6 (Bild und Text R.Th.)
  - Die Medienpredigt am Radio. Internationale katholische Zeitschrift COMMUNIO, 139-145
- 1984 Sag mit mir Ja. Rat-Verlag St. Gallen/Kyrios Verlag Meitingen, ISBN 3-7838-0316-0 (Bild und Text R.Th.)
  - Das Geheimnis umkreisend. Rat-Verlag St. Gallen/Kyrios Verlag Meitingen, ISBN 3-7838-0293-8 (Bild und Text R.Th.)
  - Jesus suchen – Jesus finden. Kanisius Verlag Freiburg i.Ue, ISBN 3-85764-173-8 (Umschlagbild R.Th.)
- 1985 Salve Regina. Kanisius Verlag Freiburg i.Ue, ISBN 3-85764-194-0, 15 Seiten (Umschlagbild R.Th.)
- 1986 Die Erde schlief, als der Himmel sich öffnete. Rat-Verlag St. Gallen/Kyrios Verlag Meitingen, ISBN 3-7838-0356-X (Bild und Text R.Th.)
- 1988 Die Botschaft von der Felsenwand. Rat-Verlag St. Gallen/Kyrios Verlag Meitingen, ISBN 3-85819-118-3 (Bild und Text R.Th.)
  - Es wird keine Zeit mehr sein. Rat-Verlag St. Gallen/Kyrios Verlag Meitingen, ISBN 3-7838-4021-X
- 1990 Du bist unser Gott. Rat-Verlag St. Gallen/Kyrios Verlag Meitingen, ISBN 3-7838-4024-4 (Umschlagbild R.Th.)
- 1991 Das Interesse Gottes an den Menschen. Rat-Verlag St. Gallen, ISBN 3-9520201-0-9 (Umschlagbild R.Th.)

- Weitere Veröffentlichungen:

Alle Stufen meines Lebens / Sieben Mess-meditationen / Das Stundengebet des Christen / Kleine Sonnenmesse / etc. (Antonius Verlag Solothurn); Christus im Kontrast (Verlag des Gallus-Instituts St. Gallen) / Die besten Worte zur Woche (Verlag Sonntag) ...u.a.
Die sieben Tage / Requiem / Messe des Himmels und der Erde / Gottes Wort zur Fastenzeit / Missa brevis / Triptychon (Weihnachten 1964) / Erlösermesse / Messmeditation / Wortgottesdienst zur Dreifaltigkeitsmesse / Anfang und Vollendung (mit Holzschnitten von Ferdinand Gehr) / Die Heilge Messe (Umschlagbild Kelch von R.Th.) / Beten – aber wie / Das Teamwork des Dreifaltigen Gottes / Meditation zu den fünf Wunden des Gekreuzigten (15 Seiten) Die sieben Worte Jesu am Kreuz / Die Offenbarung der Herrlichkeit Gottes am Ende der Tag, Teil6, (Katholischer Glaubenskurs IGK)... und viele andere.